# Dysgonia latifascia
Dysgonia latifascia  là một loài bướm đêm thuộc họ Erebidae. Nó được tìm thấy ở Ấn Độ.